# Сузафон

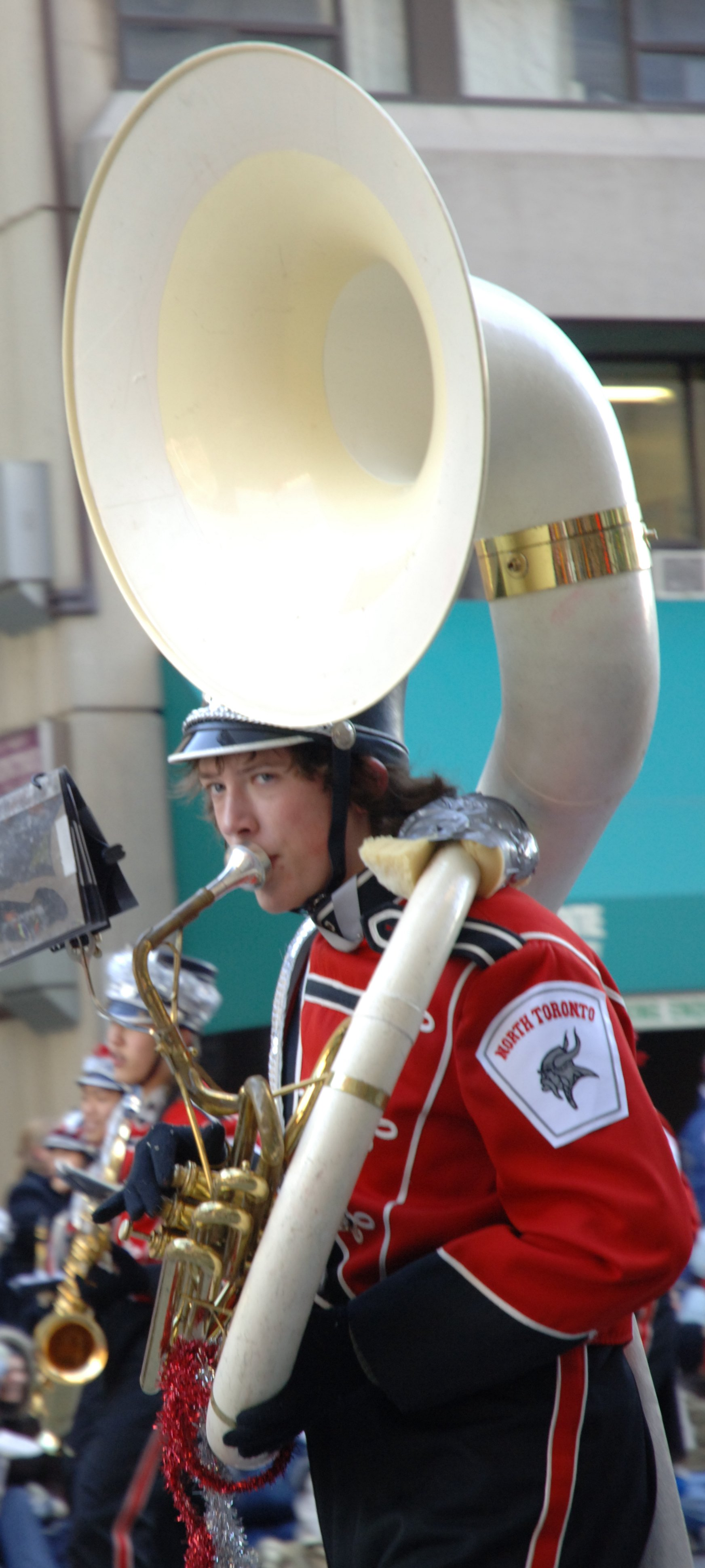
Сузафон

Сузафон — мідний духовий музичний інструмент басового звучання, різновид туби. Сконструйований таким чином, що «надягається» на тіло музиканта, і утримується на лівому плечі, що дозволяє легко грати при русі. Свою назву отримав на честь американського капельмейстера і композитора Джона Філіппа Сузи (англ. John Philip Sousa) (1854—1932), який популяризував його, використовуючи у своєму духовому оркестрі.